# Étoile sportive du Sahel (volley-ball)
Pour les articles homonymes, voir Étoile sportive du Sahel.
L'Étoile sportive du Sahel (ESS) est un club de volley-ball tunisien fondé en 1957 à Sousse.
Il évolue au plus haut niveau (division nationale A) depuis la saison 1958-1959.

## Palmarès
| National (19) | International (5) |
| --- | --- |
| - Championnat de Tunisie (9) : - Vainqueur : 1995, 2000, 2001, 2002, 2006, 2011, 2012, 2014, 2017 - Coupe de Tunisie (7) : - Vainqueur : 1995, 1998, 2001, 2006, 2008, 2015, 2016 - Supercoupe de Tunisie (3) : - Vainqueur : 2007, 2010, 2017 | - Coupe d'Afrique des clubs champions (2) : - Vainqueur : 2001, 2002 - Finaliste : 1995, 1996, 2012, 2017 - Coupe d'Afrique des clubs vainqueurs de coupe (1) : - Vainqueur : 2001 - Finaliste : 2006 - Coupe arabe des clubs champions (2) : - Vainqueur : 1995, 2016 - Finaliste : 2000, 2007 |

## Anciens joueurs
- Thomas Aroko : pointu (2 m)
- Hichem Ben Romdhane
- Slim Chebbi (1,96 m)
- Chaker Ghezal  : central (2 m)
- Noureddine Hfaiedh : réceptionneur-attaquant (2,02 m)
- Tarek Sammari : attaquant
- Makram Temimi
- David Zoltàn : pointu (1,90 m)